# Spartiniphaga insipida
Spartiniphaga insipida är en fjärilsart som beskrevs av John Kern Strecker 1900. Spartiniphaga insipida ingår i släktet Spartiniphaga och familjen nattflyn. Inga underarter finns listade i Catalogue of Life.